# 鄭君綿
鄭君綿（英語：Cheng Kwan-Min，1917年—1994年8月2日），香港播音員、粵語片演員、話劇演員、歌手。人稱「東方貓王」，曾就讀於香港華仁書院。

## 簡歷
鄭君綿於1917年生於廣東寶安，1920年代初移居香港，1930年代末開始擔任拍電影，曾參演的粵語片及粵語時代曲，名片包括《兩傻》系列（1958年－1960年）、《烏龍王》系列（1960年）、《代代扭紋柴》（1960年）、《傻人捉賊》（1960年）、《差利捉貓記》（1969年）、《那個不多情》等等。鄭君綿也是《明星之歌》的原唱者，此曲為1968年香港粵語片《大家歡樂在今宵》插曲，調寄廣東音樂《花間蝶》、《錦城春》及《賽龍奪錦》，其歌詞特點在於首句以其本人名字開始，陸續唱出當時不少粵語片及國語片明星好友之名字。 1990年，達明一派主唱此曲舊曲新詞改編版本《排名不分先後左右忠奸（無大無細超）》，首句則改為鄧小平。
1970年代，鄭君綿加入香港無綫電視，並成為《歡樂今宵》台柱之一，曾經習慣扮演趣劇人物“占士懵”，又曾在麗的電視（亞洲電視前身）的劇集演出。

## 逝世
1994年8月2日，鄭君綿在廣東省深圳市寶安區病逝，享年77歲（並非1995年8月2日在英屬香港九龍塘逝世，只是積閏享壽78歲）。:258

## 著名歌曲
- 1958年：《飛哥跌落坑渠》（與鄧寄塵、李寶瑩合唱）
- 1958年：《鮮花贈美人》
- 1961年：《扮靚仔》
- 1968年：《明星之歌》（1968年香港粵語片《大家歡樂在今宵》插曲，調寄廣東音樂《花間蝶》、《錦城春》及《賽龍奪錦》，其歌詞特點是首句以其名字開始，陸續唱出當時不少粵語片及國語片明星好友之名字。[10] 1990年，達明一派主唱此曲舊曲新詞改編版本《排名不分先後左右忠奸（無大無細超）》，首句改為鄧小平[11][註 1]）
- 1968年：《買麵包》（調寄粵劇《帝女花之香夭》中《妝台秋思》主題曲）
- 1969年：《賭仔自嘆》（原唱為1950年白鳳《新載歌載舞》，原為1948年香港電影《蝴蝶夫人》插曲《載歌載舞》；1954年馬仔《賭仔自嘆》）
- 1972年：《馬迷狂想曲》
- 1975年：《香港靚女多》（與梅芬合唱；後輩歌手許冠傑其後製作相似題材歌曲《尖沙咀Susie》）

歌曲唱作方面，與鄭君綿同時期的尹光亦有互相酬唱。著名的作品有尹光的《落番半邊百葉窗》（同《買麵包》）和《賭仔自嘆》／《呃神騙鬼》（尹光擴充舊有歌詞《十四座》／《做個好警察》）。

## 相關人物
- 尹光

## 電影作品

### 演員
| - 廣州三日屠城記（兩王入粵大殺廣州城）（1937年） - 血濺桃花扇（1940年） - 明日又天涯（1947年） - 比翼鴛鴦（1947年） - 豪門春色（1947年） - 萬緣叢中一點紅（1948年） - 神秘婦人心（1948年）…舞女大班 - 紅顏未老恩先斷（1948年） - 十艷戀檀郎（1948年） - 江湖鐵漢（1948年） - 花香襯馬蹄（1948年） - 曲終魂斷（1948年） - 到處惹相思（1949年）…何四方 - 飛燕迎春（1949年） - 相逢未晚（1949年） - 不是冤家不聚頭（1949年）…張三 - 雙喜臨門（1949年）…阿勝 - 斷腸花（1949年） - 寶玉奇緣（1949年） - 可憐閨裡月（1949年） - 差利沖破天仙陣（1949年） - 夜破藏香洞（1949年） - 守得雲開見月明（1949年） - 亂世英雄（1950年）…離魂秘客金萬成 - 朝陽（1950年） - 虎穴雙珠（1950年） - 流氓世界（1950年） - 幾家歡笑幾家（1950年） - 怪錯有情郎（1951年） - 歌唱沙三少（1951年） - 粉陣迷龍（1951年） - 銀海春光（1951年） - 血染杜鵑紅（1951年） - 迷樓金粉（1952年） - 笑星降地球（1952年） - 傻人艷福（1952年） - 新海角紅樓（1952年） - 賣花得美（1953年） - 離巢燕（1953年） - 樓下閂水喉（1954年） - 如此人生（1954年） - 繅絲女（1955年） - 蕭月白正傳（上集）（1955年） - 賊王子（1958年） - 兩傻遊天堂（1958年） - 兩傻遊地獄（1958年） - 正德皇海角尋春（1959年） - 王先生行正桃花運（1959年） - 女秀才（1959年） - 神經伯爵（1959年） - 凄涼媳婦（1959年） - 王先生著錯老婆鞋（1959年） - 平步青雲（上集）（1959年） - 正德皇月夜下江南（1959年） - 天賜良緣（1959年） - 生死連枝（上集）（1959年） - 能言鳥（1959年） - 琴姑（下集大結局）（1959年） - 出嫁從夫（1959年） - 兩個大泡和（1959年） - 平步青雲（大結局）（1959年） - 琴姑（上集）（1959年） - 兩傻擒兇記（1959年） - 玻璃鞋（1959年） - 生死連枝（下集大結局）（1959年） - 闔家有喜（1959年） - 苦心蓮（下集）（1960年） - 亞福對錯馬票（1960年） - 烏龍王飛來艷福（1960年） - 小寶寶七戲烏龍王（1960年） - 九命奇冤（1960年）…豆皮海 - 娘子軍封王（1960年）…威遠侯鄭鈞 - 鴛鴦江遺恨（上集）（1960年） - 苦海孤雛（1960年）…補鞋佬 - 兩代恩情（1960年） - 代代扭紋柴（1960年） - 月下奇逢（1960年） - 殺人者死（1960年） - 猛鬼孤兒（1960年） - 傻人捉賊（1960年） - 龍鳳合歡花（1960年） - 花燈記（1960年）…劉雅士 - 一夕驚魂（1960年）…排骨呂 - 苦心蓮（上集）（1960年） - 招財進寶（1960年） - 飄萍恨（上集）（1960年） - 風塵奇女子（1960年） - 換巢鸞鳳（1960年） - 五兒哭墳（1960年）…柳子奇 - 鴛鴦江遺恨（下集）（1960年） - 阿里巴巴與四十大盜（1960年）…卡辛 - 睡公主（1960年）…可拉王子 - 淚娉婷（下集）（1960年） - 賣花得美（1960年） - 怪俠金絲貓（1961年） - 飄萍恨（下集）（1961年） - 南北和（1961年） - 金大嫂（1961年） - 女人的秘密（1961年） | - 糊塗金龜婿（1961年） - 彩菱艷（1961年） - 雷克探案之血影驚魂（1961年） - 夜夜杜鵑啼（1961年） - 戇姑爺（1961年） - 警察捉小偷（1961年） - 婦唱喜夫隨（1961年） - 抬轎姑爺（1961年） - 沙三少與俏銀姐（1961年） - 碧玉簪（1962年） - 龍鳳奇緣（1962年）…楊紹雲 - 八大女俠鬧江湖（下集）（1962年） - 一笑傾城（1962年） - 千方百計搶財神（1962年）…牙刷蘇，吉川富郎 - 斬柴仔封王（1962年） - 汽車兇殺案（1962年）…李標 - 魔影驚魂（1962年） - 新姊妹花（1962年） - 劍姑七友奇遇記（1962年）…絨綫仔 - 新夜光杯（1962年）…瘦財 - 七鳳嬉春（1962年） - 春滿帝皇家（1962年）…喃巫二 - 暴雨紅蓮（1962年） - 八大女俠鬧江湖（上集）（1962年） - 三婿回門（1962年） - 一飛沖天（1962年）…刀疤成 - 戲迷奇遇記（1962年） - 傻偵探（1962年） - 夫妻的秘密（1962年） - 文武狀元爭彩鳳（1962年）…漢景帝 - 車底驚魂（1962年） - 黑獄孤兒（1962年） - 真假洞房春（1962年） - 閃電結婚（1962年） - 骨肉恩情（1963年） - 工廠少爺（1963年） - 追婚記（1963年） - 春風得意鳳和鳴（1963年）…韋民 - 綽頭世界（1963年） - 妙人奇遇（1963年） - 老襯行大運（1963年）…韓大非 - 老豆賺錢女享福（1963年） - 一后三王（1963年） - 東江女霸王（1963年） - 兒女恩仇（1963年）…周魯九 - 大俠金葫蘆（1963年） - 女人世界（1963年） - 妙賊（1963年） - 恨海情天（1964年）…陳家松 - 刁蠻女戲夫（1964年） - 玫瑰夫人（1964年）…易定安 - 香城九鳳（1964年） - 老婆萬歲（1964年）…曹子雲 - 情至義盡（1964年） - 冷燕飄零（1964年） - 順手發財（1964年） - 隱形福星（1964年） - 俏冤家（1964年） - 南北兩家親（1964年） - 五鼠鬧東京（1964年） - 得運一條龍（1964年） - 大丈夫日記（1964年） - 碧血金釵大結局（1964年） - 一樓十四伙（1964年） - 天從人願（1964年） - 玉面閰羅（下集）（1965年） - 紅男綠女（1965年） - 武林聖火令（上集）（1965年）…幽冥鬼叟 - 武林聖火令大結局（1965）…幽冥鬼叟 - 標準丈夫（1965年） - 行正烏龍運（1965年）…鄒經理 - 老夫子（1965年） - 玉面閰羅（上集）（1965年） - 盲俠穿心劍（下集）（1965年）…王千總 - 情海金枝（1965年） - 化身情人（1965年）…鄧陣先 - 撈世界要醒目（1965年）…胡經牧 - 真假金蝴蝶（1966年） - 老夫子三救傻仔明（1966年） - 婚姻大事（1966年） - 神秘夫人（1966年） - 飛賊含笑火（1966年） - 願嫁鬼新郎（1966年）…撞死馬 - 巴士奇遇結良緣（1966年） - 聖火雄風（下集）（1966年）…幽冥鬼叟 - 少女心（1966年） - 影迷公主（1966年） - 書劍幽魂（1966年） - 玉女含冤（1966年） - 殺人花（1966年） - 觀世音三服紅孩兒（1966年） - 彩色青春（1966年） - 聖火雄風（上集）（1966年）…幽冥鬼叟 - 孝女珠珠（1966年） - 萬劫門（上集）（1966年） - 姑娘十八一朵花（1966年） - 阿珍要嫁人（1966年） - 哪宅收七妖（1966年）…蝙蝠精 - 一步一驚心（1967年）…盧連 | - 新馬仔拍拖被辱（1967年） - 我愛阿哥哥（1967年） - 廣播皇后（1967年） - 玉女金剛（1967年） - 工廠三小姐（1967年） - 盲童奇遇記（1967年）…阿三 - 新馬仔矇查查搵食（1967年） - 情種（1967年） - 女黑俠威震地獄門（1967年） - 玉面女殺星（1967年）…尖士邦 - 七劍十三俠（1967年） - 蓬門淑女（1967年） - 迷人小鳥（1967年） - 神探智破美人計（1967年） - 捕風捉影（1967年） - 花月佳期（1967年） - 閃電煞星（1967年）…程偉生 - 聖火雄風大破火蓮陣（1967年）…幽冥鬼叟 - 受薪大丈夫（1968年） - 多情妙賊（1968年） - 拜倒迷你裙（1968年） - 大家歡樂在今宵（1968年）…差利 - 青春歌后（1968年） - 快樂年年（1968年）…黃大發 - 青春玫瑰（1968年）…黃樹勳 - 瘋狂尋金記（1968年） - 飛俠小白龍（1968年） - 矇查查發達（1968年） - 橫衝直撞入情關（1968年） - 差利捉錯貓（1969年） - 飛男飛女（1969年） - 香噴噴小姐（1969年） - 雌雄妙賊（1969年） - 合歡歌舞慶華年（1969年） - 七彩紅男綠女（1969年） - 失去母愛的人（1969年）…王多福 - 神偷姊妹花（1969年） - 試情記（1969年）…何大凡 - 大破誅仙陣（1969年） - 歡樂時光（1970年） - 金色的夏娃（1970年） - 那個不多情（1970年） - 神探一號（1970年） - 七擒七縱七色狼（1970年）…綿 - 丈夫要我嫁（1970年） - 橫衝直撞七色狼（1970年） - 我不要離婚（1970年） - 少奶奶的絲襪（1972年） - 李小龍的生與死（1973年） - 綽頭狀元（1974年） - 阿牛入城記（1974年） - 太平山下（1974年） - 大鄉里（1974年） - 多咀街（1974年） - 勾魂艷鬼（1974年） - 小孩與狗（1974年） - 天天報喜（1974年） - 鬼馬雙星（1974年） - 至尊寶（1974年） - 花飛滿城春（1975年） - 緣帽唔怕戴（1975年） - 烏龍賊阿爸（1975年） - 三笑姻緣（1975年） - 蠱惑佬尋春（1975年） - 無奇不有（1975年） - 千奇百怪俏女傭（1975年） - 七情六慾（1976年） - 男妓女娼（1976年） - 鬼馬世界（1976年） - 乾隆皇奇遇記（1976年） - 偷食搶食搵飯食（1978年）…四眼張 - 籠裡雞（1980年） - 不夜城（1980年） - 叻女正傳（1981年）…周小福 - 拖手仔（1982年） - 佳人有約（1982年） - 鯊魚燒賣（1982年） - 愛人女神（1982年） - 初哥（1984年） - 唐朝豪放女（1984年） - 開心鬼撞鬼（1986年） - 我要金龜婿（1986年） - 冒牌大賊（1986年） - 城市故事第41. 124集 [無綫劇集］(1986年） - 用愛捉伊人（1987年） - 七年之癢（1987年） - 不夜天（1987年） - A計劃續集（1987年）…銀樓老闆 - 呷醋大丈夫（1987年） - 群龍奪寶（1988年）…保險公司吳老闆 - 精裝追女仔II（1988年） - 烏龍賊替身（1988年） - 大話神探（1988年） - 公子多情（1988年） - 單身貴族（1989年） - 我要富貴（1989年） - 發達秘笈（1989年） - 漫畫奇俠（1990年） - 審死官（1992年）…胡知縣 - 白玫瑰（1992年） - 神探Power之問米追兇（1994年） |

監製
- 差利捉錯貓（1969）
- 天天報喜（1974）

策劃
- 新海角紅樓（1952）
- 賣花得美（1953）

## 電視作品

### 電視劇（無綫電視）
- 1974年《啼笑因緣》飾 尚師長
- 1974年《民間傳奇之女駙馬》飾 皇帝
- 1979年《絕代雙驕》飾 狗叔（十二星相 - 狗）
- 1982年《天龍八部》飾 無崖子
- 1986年《薛丁山征西》飾 黃梅老祖
- 1986年《城市故事》飾 馮伯
- 1986年《神劍魔刀》飾 千敗老人
- 1986年《高材生》飾
- 1988年《誓不低頭》飾 黃金發
- 1989年《義不容情》飾 朱小山
- 1991年《我係黃飛鴻》飾 關仁堅

### 電視劇（麗的電視／亞洲電視）
- 1976年《十大奇案II之六大盜》
- 1976年《大家姐》飾 祥伯
- 1977年《電視人》飾 毛樹煌
- 1978年《浣花洗劍錄》飾 峨嵋掌門
- 1986年《白髮魔女傳》飾 貞乾道長
- 1986年《秦始皇》飾 爺爺

### 電視劇（香港電台電視部）
- 1978年《獅子山下：四君子》飾 吸毒者
- 1981年《屋簷下：人獸之間》飾 阿弟父親

## 外部連結
- 鄭君綿在香港影庫上的簡介